# Mataró (llinatge)
Mataró és el llinatge d'una família notarial de Llucmajor, Mallorca, documentada des del segle xv al XVIII. Els fons notarials dels Mataró formen un conjunt de més de 200 protocols, sovint difícils d'atribuir a un membre concret de la família, i que són fonamentals per a l'estudi de Llucmajor i de la seva comarca. El segle xv hi destacaren els notaris Nicolau Mataró, Blai Mataró, Miquel Mataró i Tomàs Mataró.
La casa pairal dels Mataró era a Llucmajor i confrontava amb la plaça de la vila, el carrer de Nostra Senyora de la Mamella, el campanar i el fossar (actualment placeta de can Mataró). El 1539, el notari Tomàs Mataró la llegà al seu fill, Miquel Mataró, del qual passà a Nicolau Mataró, Menor. Aquest hi tenia celler, biblioteca i un arxiu, on figuraven els protocols i notes dels notaris Estrany Bonet, Guillem Cardell, Joan Martí, Miquel Mataró, Tomàs Mataró, Joan Puig, Benet Tomàs i Miquel Tomàs. Feu una notable fortuna i adquirí moltes propietats a Llucmajor. Dins la vila, era propietari d'una altra casa al carrer de l'Esglesieta. Els seus béns foren inventariats (1576) pel notari Antoni Socies.
El segle xvii, exerciren el notariat Pere Antoni Mataró i Joanot Mataró, Menor, (†1638), que accedí al notariat a Palma, on exercí. Tenia la casa al carrer de les Monges de Consolació. Hi reuní un arxiu amb els fons dels notaris Antoni Jaume Bosca, Jaume Bosca, Gaspar Esteve i Miquel Mataró. El segle xviii, destacà el notari Pere Antoni Mataró.
A principis del segle xx, durant la Restauració borbònica, membres de la família ocuparen càrrecs polítics destacats en el Partit Conservador. Així foren batles els germans Pere Antoni Mataró Monserrat (1917-20) i Miquel Mataró Monserrat (1920-23 i 1924-30). També n'ocuparen durant el període democràtic. Així fou Conseller de Comerç i Indústria (1983-91), diputat (1983-91 i 1999-11) i batle de Llucmajor (1991-99) Gaspar Oliver Mut (1952) del Partit Popular, casat amb una neta de Miquel Mataró; i Lluc Tomàs Munar (1948) batle de Llucmajor (1999-08), també del Partit Popular, i casat amb una neta de Pere Antoni Mataró.